# قصر سلمى
قصر سلمى قصر أثري يقع في البديع في منطقة الأفلاج في المملكة العربية السعودية، ويبعد عن مدينة ليلى حوالي 30 كم باتجاه الجنوب أو الجنوب الغربي، ويبعد عنه قصر صبحا الذي يوجد في الهدار حوالى 80 كم باتجاه الجنوب الغربي، وقد قام ببناءه الأمير حماد الجميلي للتصدي للشريف حسن بن أبي نمي تقريبا في القرن العاشر، وهذه الرواية في كتاب المؤرخ المكي العصامي. فلما أرسل الشريف جيشا إلى الأمير حماد الجميلي فلم يستطيعوا فتح هذا القصر بعد محاصرته 40 يوما فرجعوا للشريف وقالوا له العبارة المشهورة:
«وجدنا سلمى أسفلها في الماء وأعلاها في السماء»

## سبب التسمية
لم يكن هناك سببا واضحا لتسمية هذا القصر بهذا الاسم إلا أن قبيلة الجميل الهلالية وأميرهم فيصل الجميلي في القرن العاشر يكنون بأخوان سلمى، ولعل هذا سبب التسمية.

## صفته
قصر ضخم مسدس الأضلاع وجداره مزدوج يبلغ عرض جدرانه من 3 إلى 4 أمتار وارتفاعه يصل إلى 10 أمتار يقل سمكه كلما ارتفع وقد حُفر حول القصر خندقا ليُملأ بالماء وذلك لمنع المحاصرين من الاقتراب. كما يوجد الكثير من الآثار والقصور الخاصة بقبيلة الجميل الهلالية مثل قصر صبحا وغيرها.

## حادثة الشريف مع قبيلة الجميلات
ذكر كتاب تاريخ نجد قدوم الاشراف إلى البديع قصر سلمى وفتح الحصن وقتل رؤساءهم، كما أوضح الجذالين في كتابه قدوم الاشراف إلى البديع لمحاربة شيخ الجميلات حماد الجميلي صاحب قصر سلمى في البديع الشمالي والذي قائمه جدره إلى يومنا هذا، ويستطرق لنا قصة مشهورة يتداولها أهل المنطقة وهي ان الشريف حسن ابن نمي وجنوده الذي يصل عددهم إلى خمسين ألف جندي قد حاصروا قصر سلمى اربعين يوما وقد عادوا إلى شريف مكة بعد ان صعب عليهم اقتحام القصر حيث قالوا لشريف مكة وجدنا «سلمى أسفلها في الماء وأعلاها في السماء». من ما دعى الشريف أن يستنجد بالدولة العثمانية لكي يفتح القلعة (الحصن) وزوّدوه بالمدافع الجر.
وقد ذكر العصامي في كتابه«أن الشريف حسن بن أبي نمي سار إلى الشرق غازياً مرتين أولاهما سنة 987 هـ حيث غزا معكال بأقصى البلاد الشرقية لأمور فعلوها فيها طعن على الدولة الأسلامية» وذكر أن منها التعرض لحجاج بيت الله الحرام، والمرة الثانية التي سار فيها إلى الشرق كانت سنة 989 هـ «ففتح مدناً وحصوناً تعرف بالبديع والخرج والسلمية والإمامية، ومواضع في شوامخ الجبال» وعاد منتصراً بعد أن عين ولاة من قبله عليها إلا أن الأخبار جاءته بتحزب آل جبر من بني خالد عليه فقابلهم وهزمهم وأورد الردادي في كتابه  قصيدة لأحد شعراء بلاط الشريف في ذلك الوقت يمدح الشريف في قصيدة طويلة نذكر منها في صفحة 486 :
ويحسب الناس من أهل البديع ومن     أهل السليمية الغبرا ومعكانا
ذكر هذا التصويب التاريخي المؤرخ صلاح محارب الجميلي تصويب تاريخي حول حادثة قصر سلمى عام 989 هجري

## الصور

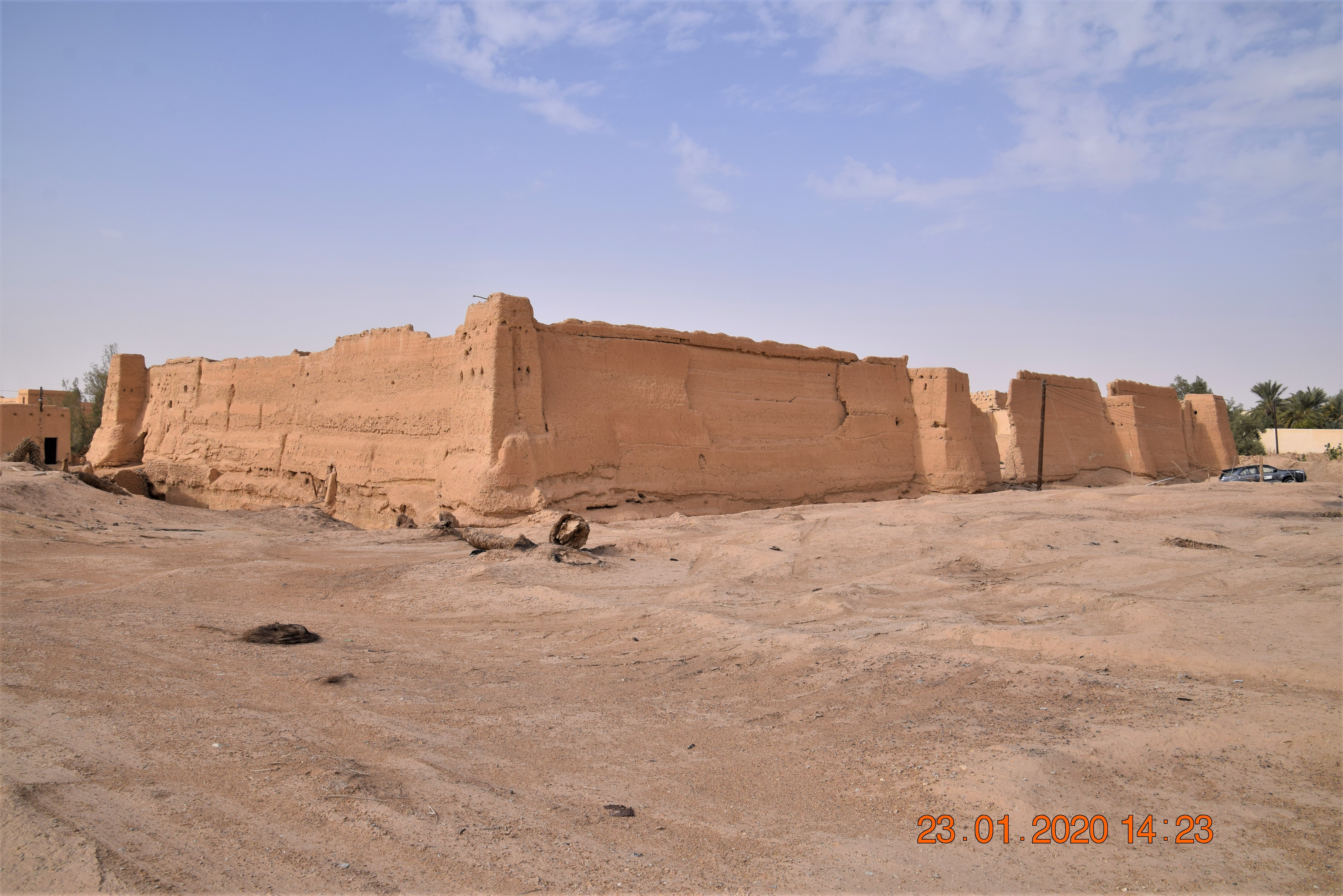
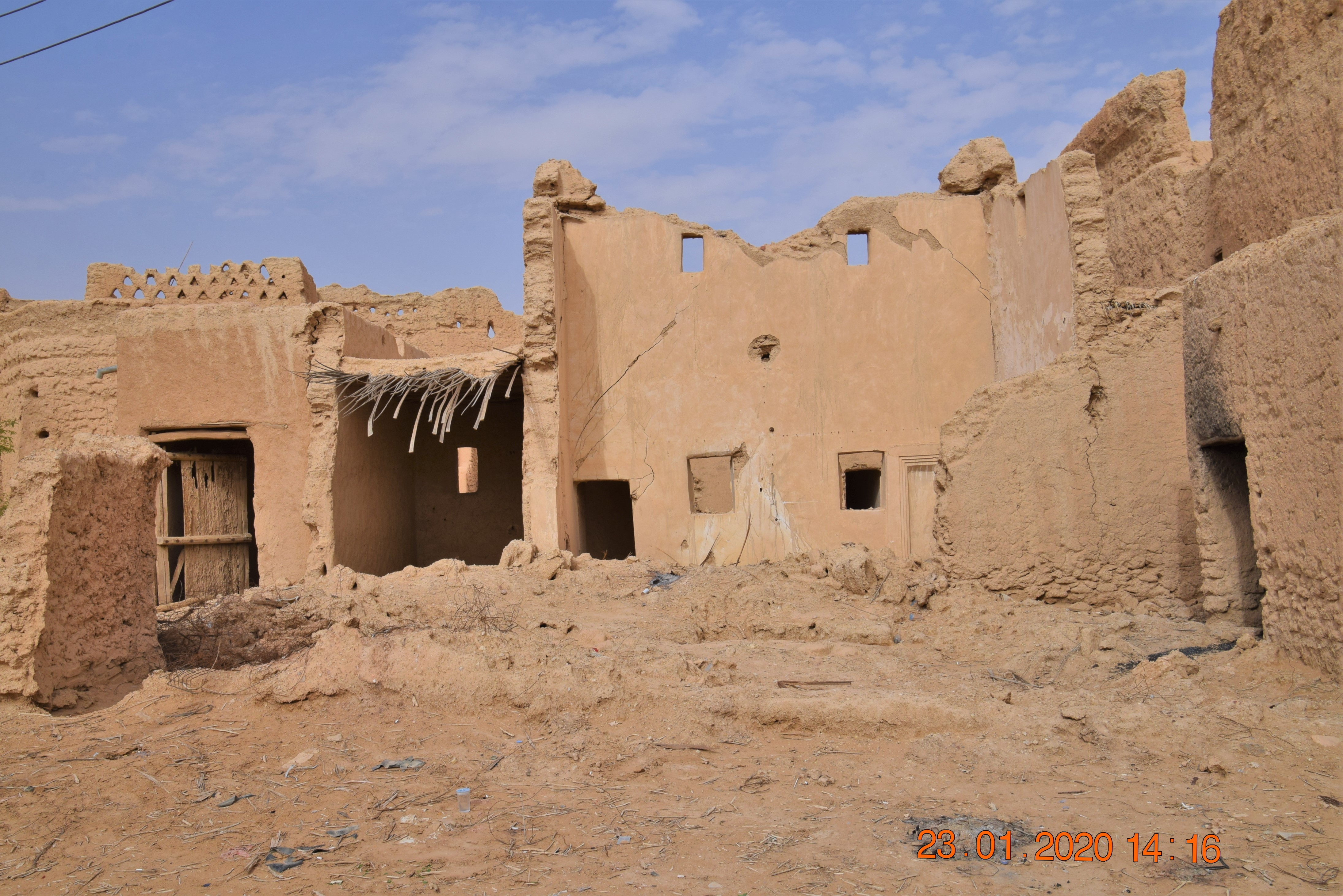